# Casas de Juan Núñez
Casas de Juan Núñez é um município da Espanha na província de Albacete, comunidade autónoma de Castilla-La Mancha, de área 88,47 km² com população de 1372 habitantes (2007) e densidade populacional de 14,67 hab/km².

## Demografia
| Variação demográfica do município entre 1991 e 2004 | Variação demográfica do município entre 1991 e 2004 | Variação demográfica do município entre 1991 e 2004 | Variação demográfica do município entre 1991 e 2004 |
| --------------------------------------------------- | --------------------------------------------------- | --------------------------------------------------- | --------------------------------------------------- |
| 1991                                                | 1996                                                | 2001                                                | 2004                                                |
| 1251                                                | 1322                                                | 1234                                                | 1304                                                |